# 커버 드라이브
커버 드라이브(Cover Drive)는 바베이도스의 밴드이다.